# وندر
وندر روستایی از توابع بخش مرکزی شهرستان آبیک در استان قزوین ایران است. وندر از روستاها پلکانی ایران است و مردمش به زبان تاتی سخن می‌گویند.

## جمعیت
این روستا در دهستان کوهپایه شرقی قرار دارد و براساس سرشماری مرکز آمار ایران در سال ۱۳۸۵، جمعیت آن ۸۷ نفر (۳۰خانوار) بوده‌است.